# Ляхович, Валентина Антоновна
Валенти́на Анто́новна Ляхович (род. 3 мая 1945, Дивенская, Ленинградская область) — советская и белорусская художница, член Белорусского союза художников.

## Биография
Родилась 3 мая 1945 года на ст. Дивенская Гатчинского района Ленинградской области. Окончила художественно-графический факультет Витебского государственного педагогического института (1968). Училась у известных витебских художников Феликса Гумена, Ивана Столярова. Участница художественных выставок с 1967 года. Работала на Витебском комбинате искусств, выполняя работы на заказ. Преподавала на художественно-графическом факультете ВГУ им. П. М. Машерова. Член Союза художников СССР (с 1973 года), Белорусского союза художников. Живёт в Витебске.
Долгое время работала преимущественно в технике акварели, создавая реалистические портреты, пейзажи, натюрморты. Затем в акварельных работах перешла к ассоциативно-образной абстракции. Позднее увлеклась экспериментами в области современного искусства, создавая скульптуры, инсталляции, объекты в необычном направлении — в стиле «мусорной культуры». Валентина Ляхович— активный участник художественных выставок Беларуси (Витебск, Минск, Полоцк, Бобруйск и др.), а также международных (Россия, Германия, Польша, Испания, Португалия, Франция, Эстония).
Произведения находятся в Витебском центре современного искусства, Витебском областном краеведческом музее, арт-центре Марка Шагала (Витебск); Национальном художественном музее Республики Беларусь, Музее современного изобразительного искусства (Минск); Полоцкой картинной галерее, галерее Г. Х. Ващенко (Гомель); музее города Веренцхайн (Германия), в музее театра «Альбатрос» (Швеция), галерее «Урбан» (Сарагоса, Испания); частных собраниях Беларуси, Израиля, Испании, Германии, Польши, России, США, Франции и Швейцарии. 
Персональная выставка «ОБЪЕКТив» прошла в Витебском центре современного искусства 16 апреля 2010 года. На выставке были представлены авторские фотографии реализованных ранее объектов (металлические скульптуры, объекты в стиле «мусорной культуры»).

## Характеристика творчества
На становление В. Ляхович как художницы оказали влияние впечатления детства, учёба на худграфе Витебского пединститута (именно здесь сформировалось увлечение акварелью, благодаря педагогам Ф. Ф. Гумену и И. М. Столярову). Кумиром в живописи В. Ляхович называет Павла Филонова, а также преклоняется перед иконописью. Генезис искусства В. Ляхович в глубинных пластах русской традиции: от Сурикова через Врубеля и Борисова-Мусатова до авангарда 1920-х годов. Здесь чувствуются реминисценции русской иконы, акварельные завоевания балтов, европейской фрески и миниатюры Средней Азии. Искусствовед М. Цыбульский характеризует живопись В. Ляхович как «поэзию и музыку взглядов, жестов, действий, воплощенных в цвете». Стоит отметить эволюцию творческого стиля художницы — от реалистических акварелей к абстрактным и вплоть до работы с объёмом, создания арт-объектов, в том числе «мусорной скульптуры».
Реалистические работы В. Ляхович, созданные в 1970—1980-е годы определяются поиском оригинального колористического решения, лирической трактовкой темы («Портрет девушки» (1971), «Портрет отца» (1983), «Сирень» (1981), «Деревья над рекой» (1984), «Натюрморт с подсолнухом» (1982) и др. Работы Валентины Ляхович 1990-х — начала 2000-х годов («Пространство красного цвета» (1997), «Молитва» (1997), «Портрет в зелёном квадрате» (1998), «Танец» (2001), «Пробуждение» (2002) и др.) непривычны для консервативного восприятия, требуют времени для знакомства и осмысления, при этом они очень эмоциональны. Эти произведения избавлены от сюжетных контекстов и наполнены глубоким философским смыслом. В. Ляхович говорит о своих работах: «Моя живопись и не реалистическая, и не абстрактная, она ассоциативная». Она определяет своё творчество, как «эксперимент с цветом, который стремится не быть тесно связанным с формой, а только о ней напоминать: обилие красочных пятен, чередование мазков, линий — своеобразный вызов цвета, который стремится обрести самостоятельность». Тем не менее, художница и в поздних работах не отказывается от образов видимого мира, сохраняя уважение к классической традиции. Во многих её живописных композициях позднего периода замечаются проекции, «тени» реальных объектов. Целью своего творчества В. Ляхович называет стремление к гармонии, целью искусства — освобождение души художника. Творческое кредо В. Ляхович — познание, поиск себя, постоянное стремление к собственному росту, новым средствам выражения.
Для акварельной живописи В. Ляхович характерны такие качества как пластичность, живость техники, многозвучие и цветовая глубина акварельного красочного пятна, возможность эксперимента. Особенным качеством её акварельных опытов стала фактура, которая несёт в себе знак текучести времени, создает неповторимое очарование самой «материи» её живописи. Живопись В. Ляхович пространственно-двухмерная, по-разному ритмически организованная. Пользуясь акварелью, она не заботится о её прозрачности и чистоте, «срывает» цвет, царапает бумагу. Она не боится использования смелых цветов — открытого ультрамарина, изумрудной зелени, даже флуоресцентных красок, создавая в то же время утонченную гармонию цвета. Некоторые её произведения напоминают фрески. Монументальность размеров и пластики исполнения дают возможность воплощать глобальные темы («Сотворение мира», «Рождение материи», «Земля третичного периода»).
Второе направление, характеризующее современные творческие поиски В. Ляхович, это т. н. «мусорная скульптура». Свои арт-объекты Ляхович создает из, в обычном понимании, утиля — бумаги, пенопласта, картона, пены. В творческий процесс «вовлекаются» куски проволоки, пуговицы, гвозди… Вот как объясняет это сама художница: «Объект отличается от обычной скульптуры. Я делаю объемные вещи и на объём накладываю цвет. Я делаю произведение на тему человеческих страстей, в котором передаю эмоции, намёки, чувственность — все это выражено цветом и формой. Это синтез пластики и живописи. Я расписываю скульптуру, как картину, — с полутонами, бликами и разными оттенками. Таков мой творческий почерк. До этого, лет 30 назад, я писала совершенно реалистические акварели — пейзажи, портреты. Но… мне надоедает делать одно и то же…».

## Галерея

Арт-объекты
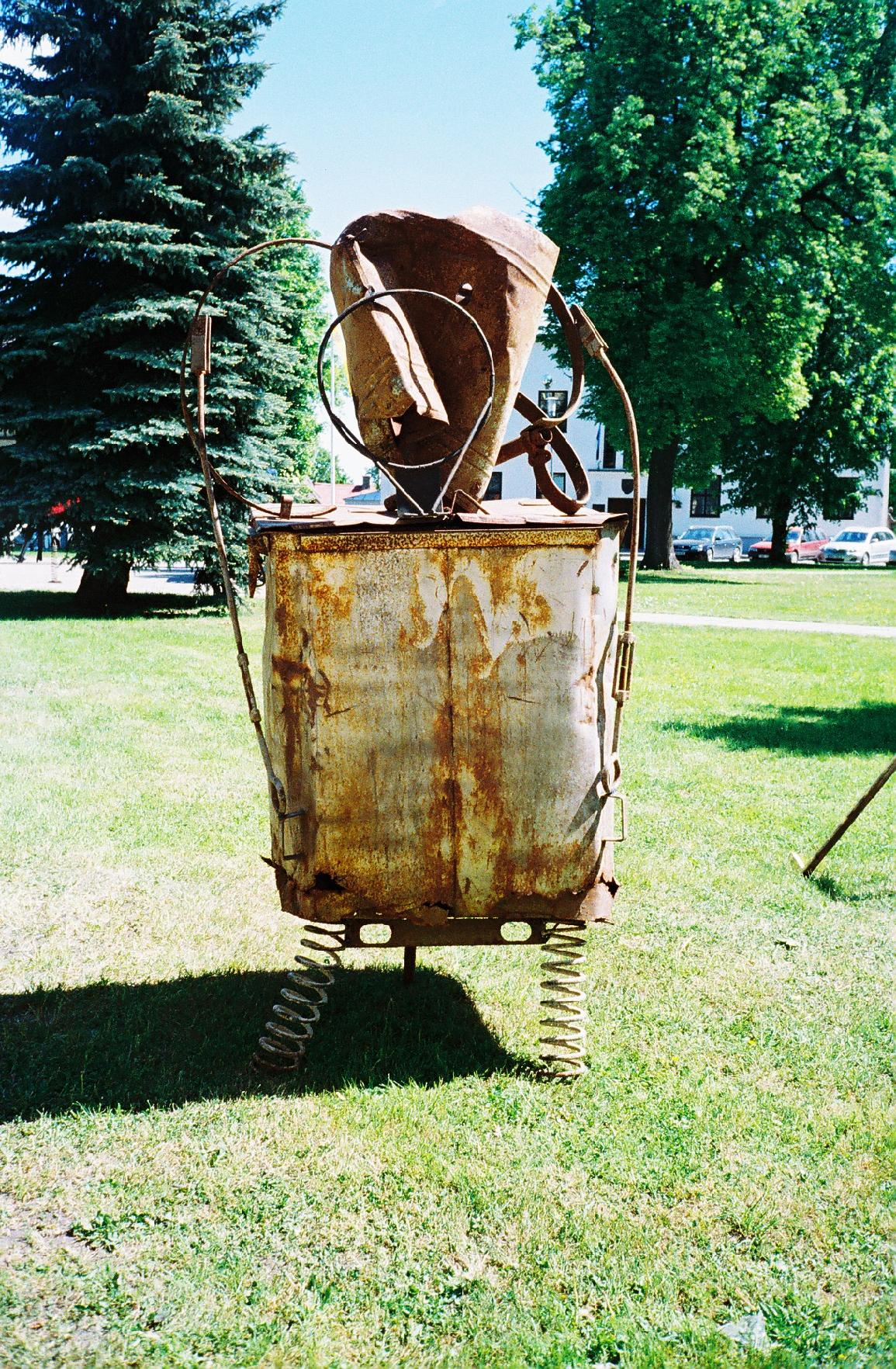
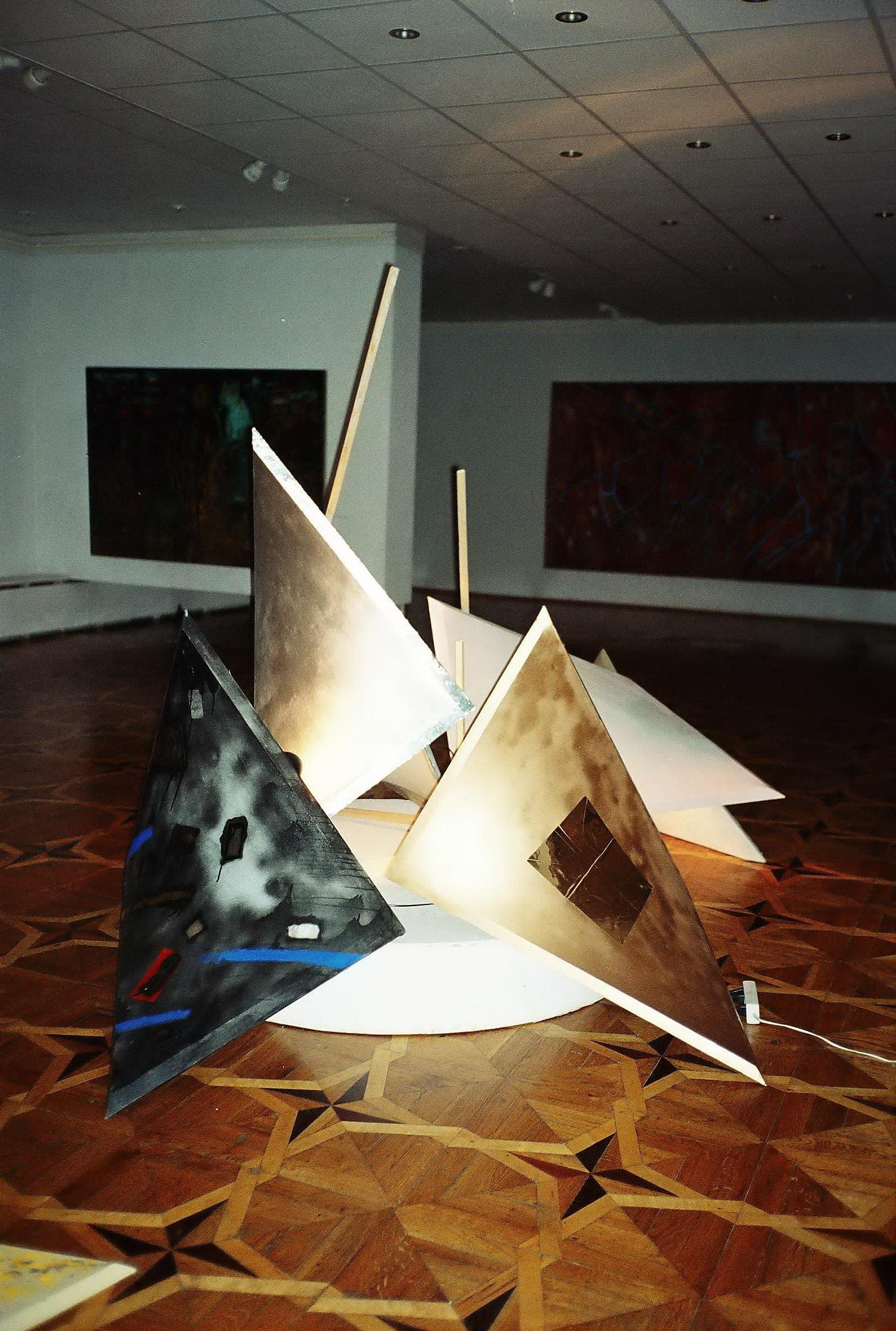
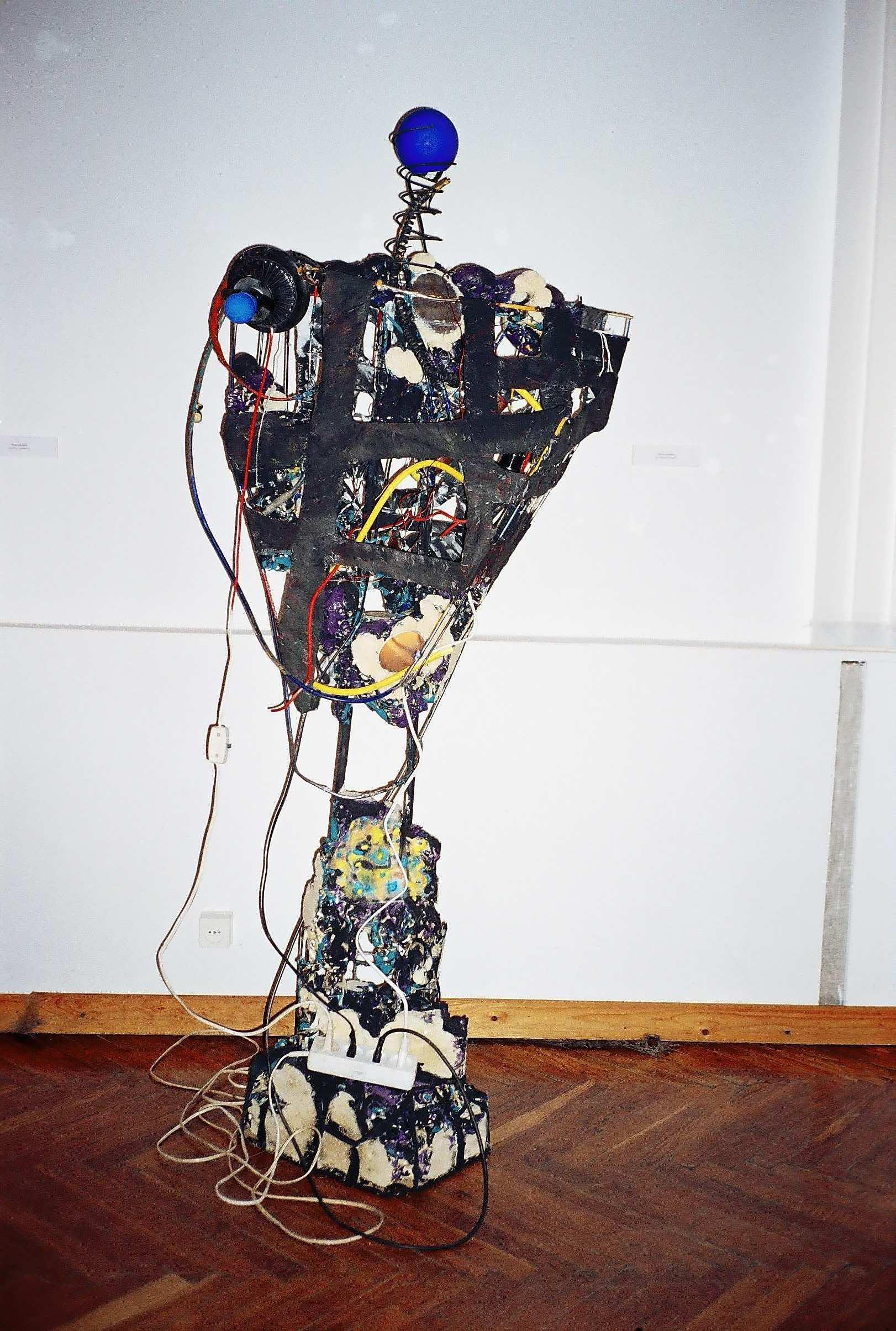
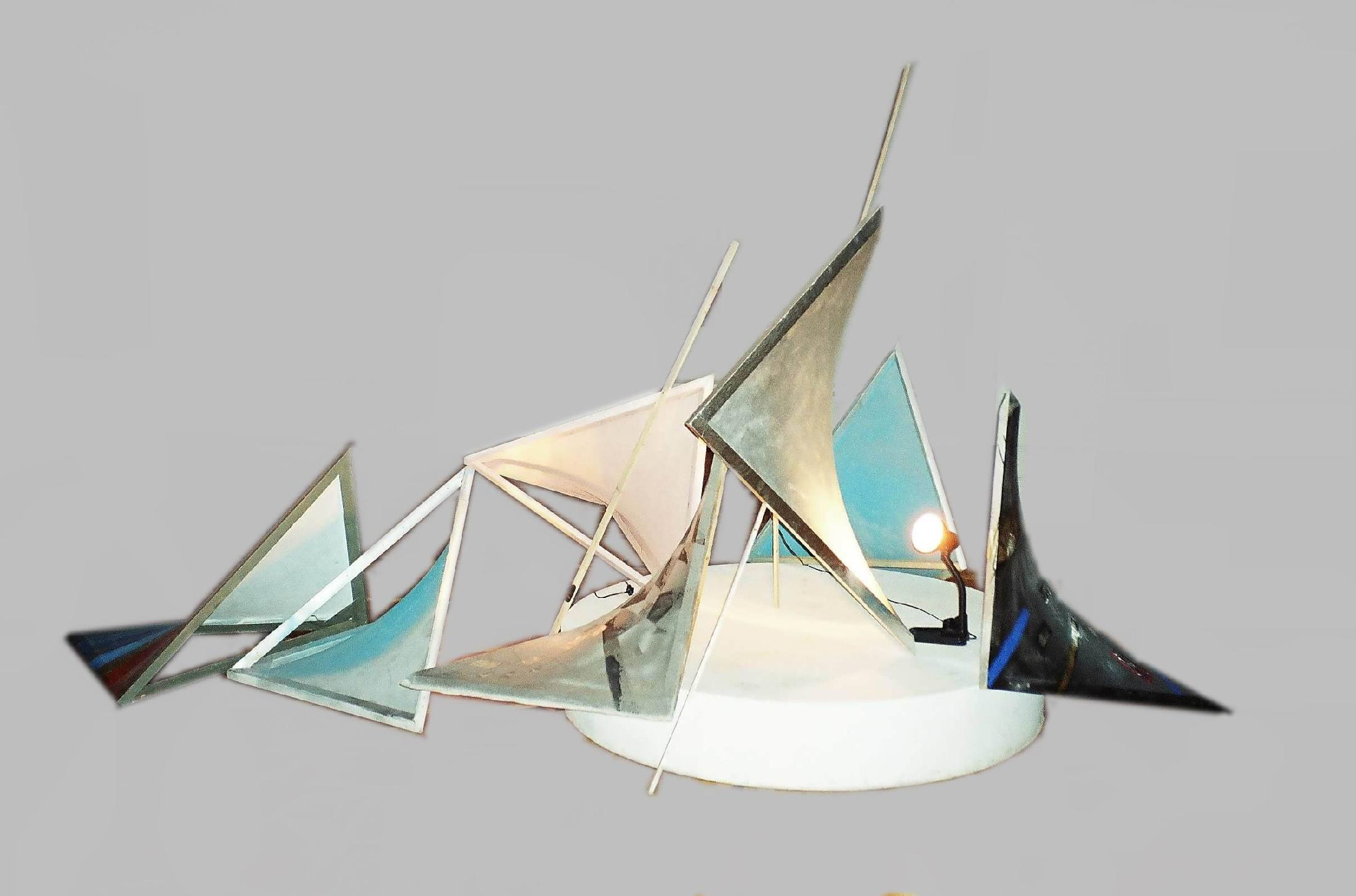
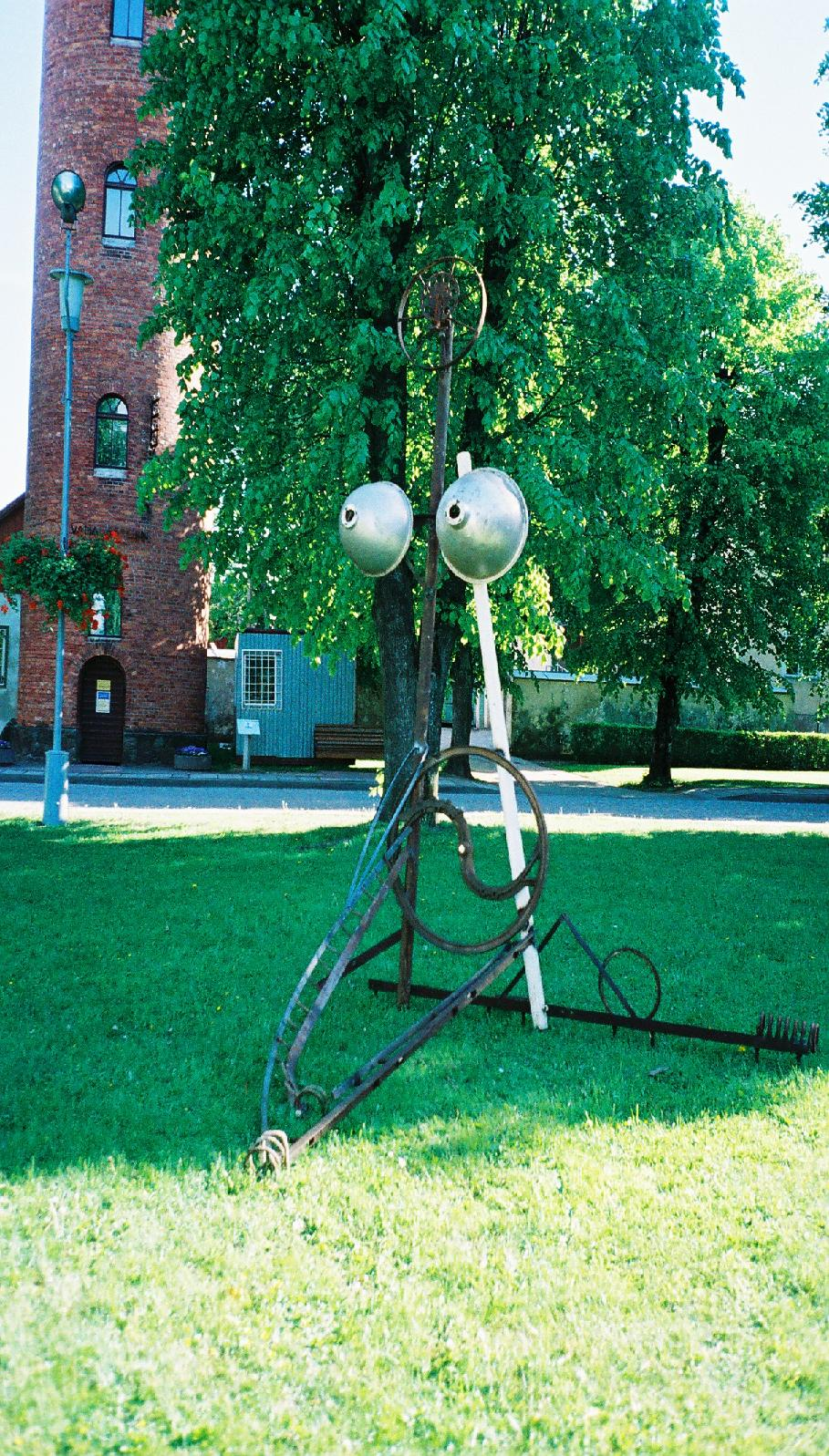
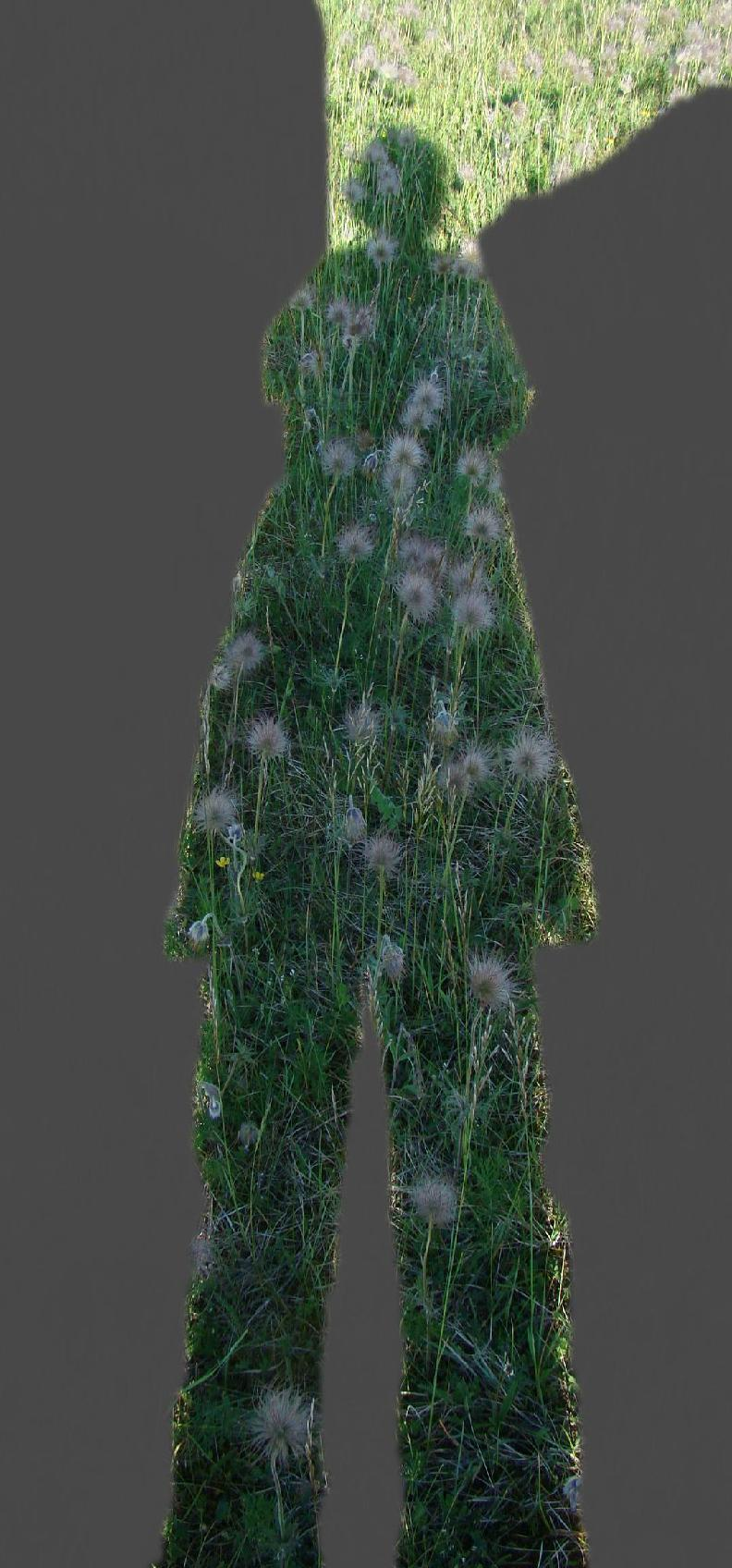
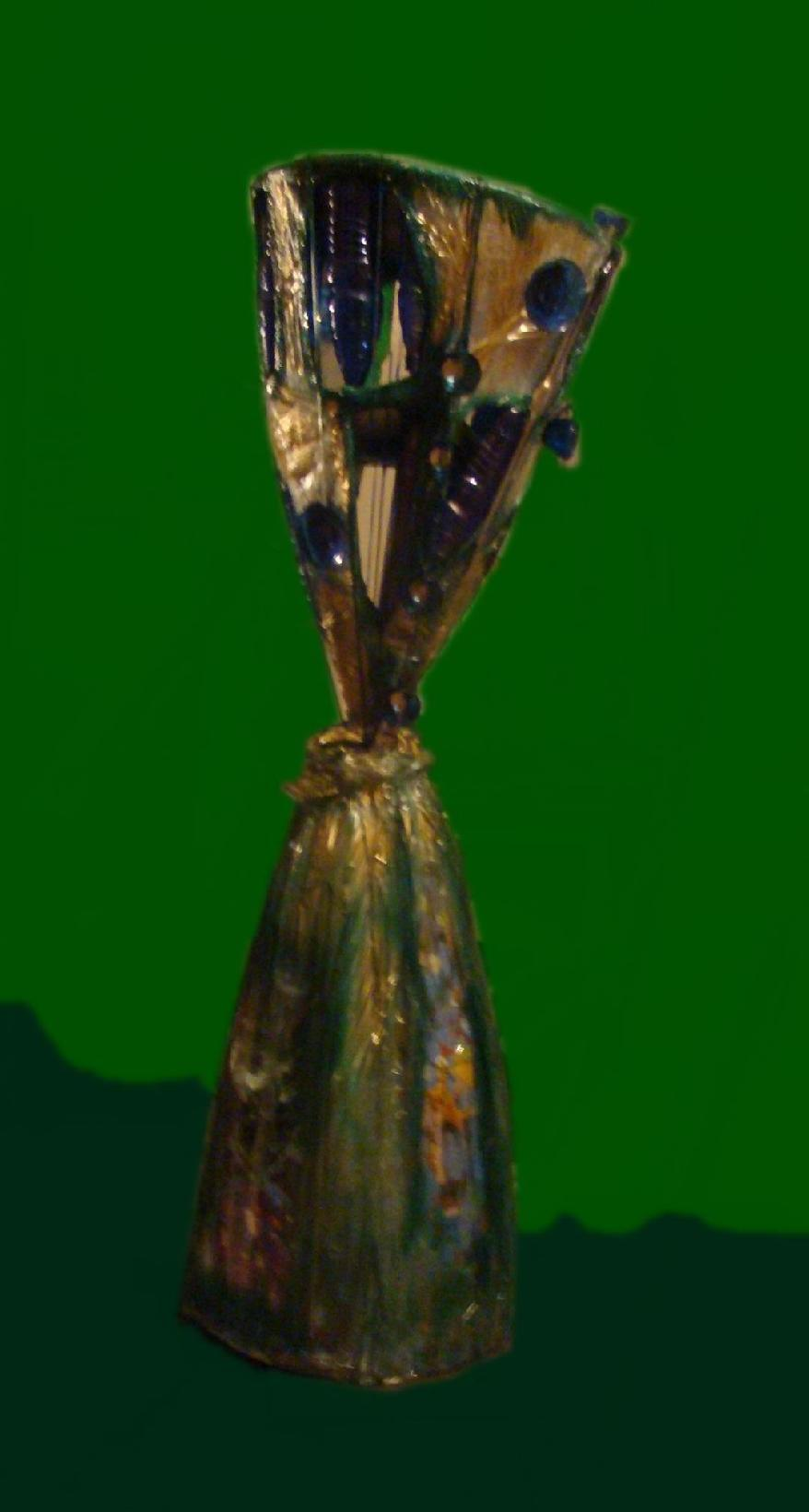